# انتخابات سراسری اردن (۱۹۹۳)
انتخابات سراسری اردن سال ۱۹۹۳ که در تاریخ ۸ نوامبر ۱۹۹۳ برگزار شد، اولین انتخابات در پادشاهی اردن هاشمی از سال ۱۹۵۶ به این سو بود که به احزاب سیاسی این کشور اجازه شرکت در انتخابات داده شد. پس از آنکه در اکتبر ۱۹۹۲ به احزاب مشروعیت مشارکت در انتخابات داده شد. بر اساس آمار رسمی در این انتخابات که به روش تک‌رأی انتقال‌ناپذیر برگزار شد، بیش از ۸۰۰ هزار نفر شرکت کردند.  این رقم در زمان خود یک رکورد چشمگیر به شمار می‌آمد.

## نتایج
مستقل‌ها موفق به کسب ۶۰ کرسی از مجموع ۸۰ کرسی شدند. جبهه عمل اسلامی به‌عنوان بزرگ‌ترین حزب ظاهر شد و ۱۷ کرسی را به دست آورد. میزان مشارکت در رأی‌گیری ۵۵٪ بود.
| حزب                    | حزب                     | آراء      | ٪     | کرسی‌ها |
| ---------------------- | ----------------------- | --------- | ----- | ------ |
|                        | جبهه عمل اسلامی         |           |       | ۱۷     |
|                        | حزب ملت دموکراتیک       |           |       | ۱      |
|                        | حزب بعث عربی سوسیالیستی |           |       | ۱      |
|                        | حزب سوسیال دموکرات      |           |       | ۱      |
|                        | مستقل‌ها                 |           |       | ۶۰     |
| کل                     | کل                      |           |       | ۸۰     |
|                        |                         |           |       |        |
| کل آراء                | کل آراء                 | ۸۲۲٬۲۹۵   | –     |        |
| رأی‌دهندگان ثبت‌نام کرده | رأی‌دهندگان ثبت‌نام کرده  | ۱٬۵۰۱٬۲۷۹ | ۵۴٫۷۷ |        |
| منبع: Nohlen et al.    |                         |           |       |        |